# Delta Cycling Rotterdam
Delta Cycling Rotterdam (código UCI: DCR) es un equipo ciclista profesional neerlandés de categoría amateur. Desde 2005 hasta 2018 fue equipo UCI de categoría Continental.

## Material ciclista
El equipo utiliza bicicletas Eddy Merckx.

## Clasificaciones UCI
A partir de 2005, la UCI instauró los Circuitos Continentales UCI, donde el equipo ha estado en los años completos en los que ha sido profesional en ruta, registrado dentro del UCI Europe Tour. Estando en las clasificaciones del UCI Europe Tour Ranking, UCI Oceania Tour Ranking y del UCI Africa Tour Ranking. Las clasificaciones del equipo y de su ciclista más destacado son las siguientes:

### UCI Africa Tour
| Temporada | Clasificación por equipos | Mejor corredor | Posición |
| 2008-2009 | 19.º                      | Roel Egelmeers | 110.º    |

### UCI Asia Tour
| Temporada | Clasificación por equipos | Mejor corredor       | Posición |
| 2007-2008 | 22.º                      | Joost van Leijen     | 65.º     |
| 2016      | 94.º                      | Jan-Willem Van Schip | 621.º    |

### UCI Europe Tour
| Temporada | Clasificación por equipos | Mejor corredor       | Posición |
| 2008-2009 | 52.º                      | Bram Schmitz         | 118.º    |
| 2009-2010 | 42.º                      | Bram Schmitz         | 117.º    |
| 2010-2011 | 52.º                      | Yoeri Havik          | 109.º    |
| 2011-2012 | 43.º                      | Dylan Groenewegen    | 179.º    |
| 2012-2013 | 22.º                      | Dylan Groenewegen    | 51.º     |
| 2013-2014 | 30.º                      | Coen Vermeltfoort    | 60.º     |
| 2015      | 48.º                      | Coen Vermeltfoort    | 125.º    |
| 2016      | 33.º                      | Coen Vermeltfoort    | 621.º    |
| 2017      | 55.º                      | Jan-Willem Van Schip | 204.º    |
| 2018      | 59.º                      | Luuc Bugter          | 331.º    |

### UCI Oceania Tour
| Temporada | Clasificación por equipos | Mejor corredor   | Posición |
| 2008-2009 | 4.º                       | Joost van Leijen | 5.º      |

## Palmarés
Para años anteriores, véase Palmarés del Delta Cycling Rotterdam

### Palmarés 2018

#### Circuitos Continentales UCI
| Fechas           | Circuito             | Carreras                      | Ganador             |
| 22 de mayo       | UCI Europe Tour 2018 | 3.ª etapa del Rás Tailteann   | Luuc Bugter         |
| 23 de mayo       | UCI Europe Tour 2018 | 4.ª etapa del Rás Tailteann   | Jason van Dalen     |
| 27 de mayo       | UCI Europe Tour 2018 | Rás Tailteann                 | Luuc Bugter         |
| 8 de julio       | UCI Europe Tour 2018 | 3.ªb etapa del Tour de Sibiu  | Jason van Dalen     |
| 16 de septiembre | UCI Europe Tour 2018 | 6.ª etapa del Tour de Olympia | Marijn van den Berg |

## Plantilla
Para años anteriores, véase Plantillas del Delta Cycling Rotterdam

### Plantilla 2018
| Nombre              | Nacimiento | Nacionalidad   | Equipo 2017                    |
| Sjoerd Bax          | 06/01/1996 | Países Bajos   | Delta Cycling Rotterdam        |
| Luuc Bugter         | 10/07/1993 | Países Bajos   | Delta Cycling Rotterdam        |
| Lucas Eamon         | 15/10/1992 | Estados Unidos | Astellas Cycling Team (2016)   |
| Ike Groen           | 31/05/1992 | Países Bajos   | Delta Cycling Rotterdam        |
| Vincent Hoppezak    | 02/02/1999 | Países Bajos   | Neoprofesional                 |
| Adriaan Janssen     | 12/12/1995 | Países Bajos   | Team LottoNL-Jumbo (stagiaire) |
| Gijs Meijer         | 07/10/1998 | Países Bajos   | Monkey Town Continental Team   |
| Gerco Pastoor       | 17/05/1998 | Países Bajos   | Delta Cycling Rotterdam        |
| Justin Timmermans   | 25/09/1996 | Países Bajos   | Baby-Dump Cyclingteam          |
| Rens Tulner         | 26/02/1998 | Países Bajos   | Delta Cycling Rotterdam        |
| Jason van Dalen     | 02/07/1994 | Países Bajos   | Delta Cycling Rotterdam        |
| Jens van den Dool   | 10/11/1998 | Países Bajos   | Delta Cycling Rotterdam        |
| Marijn van den Berg | 19/07/1999 | Países Bajos   | Neoprofesional                 |

1. ↑  Hasta el 19 de febrero.